# Gilles van Leedenberch

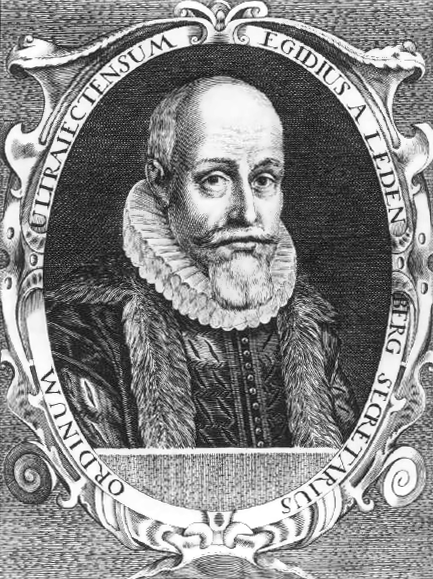
Gilles van Leedenberch

Gilles van Leedenberch (circa 1550 – Den Haag, 28 september 1618) was raadpensionaris van de Staten van Utrecht. Hij was een nauw bondgenoot van Johan van Oldenbarnevelt.
Gilles van Leedenberch kwam uit een eenvoudig gezin: zijn vader was metselaar. Hij werd katholiek opgevoed, maar sloot zich na de Beeldenstorm aan bij de calvinisten.
In 1588 werd hij raadpensionaris van de Staten van Utrecht. Inmiddels had hij zich, door drie huwelijken met rijke vrouwen, op de maatschappelijke ladder omhoog gewerkt. Bij het volk was hij niet populair: zijn bijnaam was Paus van Utrecht. Gedurende de Tachtigjarige Oorlog, waarin gevochten werd tegen de katholieke Spanjaarden, was dat niet bepaald een compliment.
Gilles van Leedenberch koos consequent partij voor Johan van Oldenbarnevelt in diens conflict met prins Maurits. Om deze reden werd hij, evenals Hugo de Groot, eind augustus 1618 als medeplichtige gearresteerd op verdenking van hoogverraad. Volgens Jan Wagenaar werden zij beschuldigd van landverraad en handel met Spanje. Leedenberchs grootste angst was dat zijn goederen bij een veroordeling verbeurd zouden worden verklaard. Om dit te voorkomen pleegde hij, nog voor de ondervraging was begonnen, in de nacht van 28 op 29 september 1618 met een broodmes zelfmoord in zijn cel. Zijn zoon Joost, die ook in de gevangenis verbleef om zijn vader te ondersteunen, eiste het lijk op maar kreeg geen toestemming.
Op 12 mei 1619 werd hij postuum ter dood veroordeeld. Zijn doodskist met lichaam werd aan een galg opgehangen. Later werd hij begraven in de kapel van Slot Zuylen bij Utrecht.

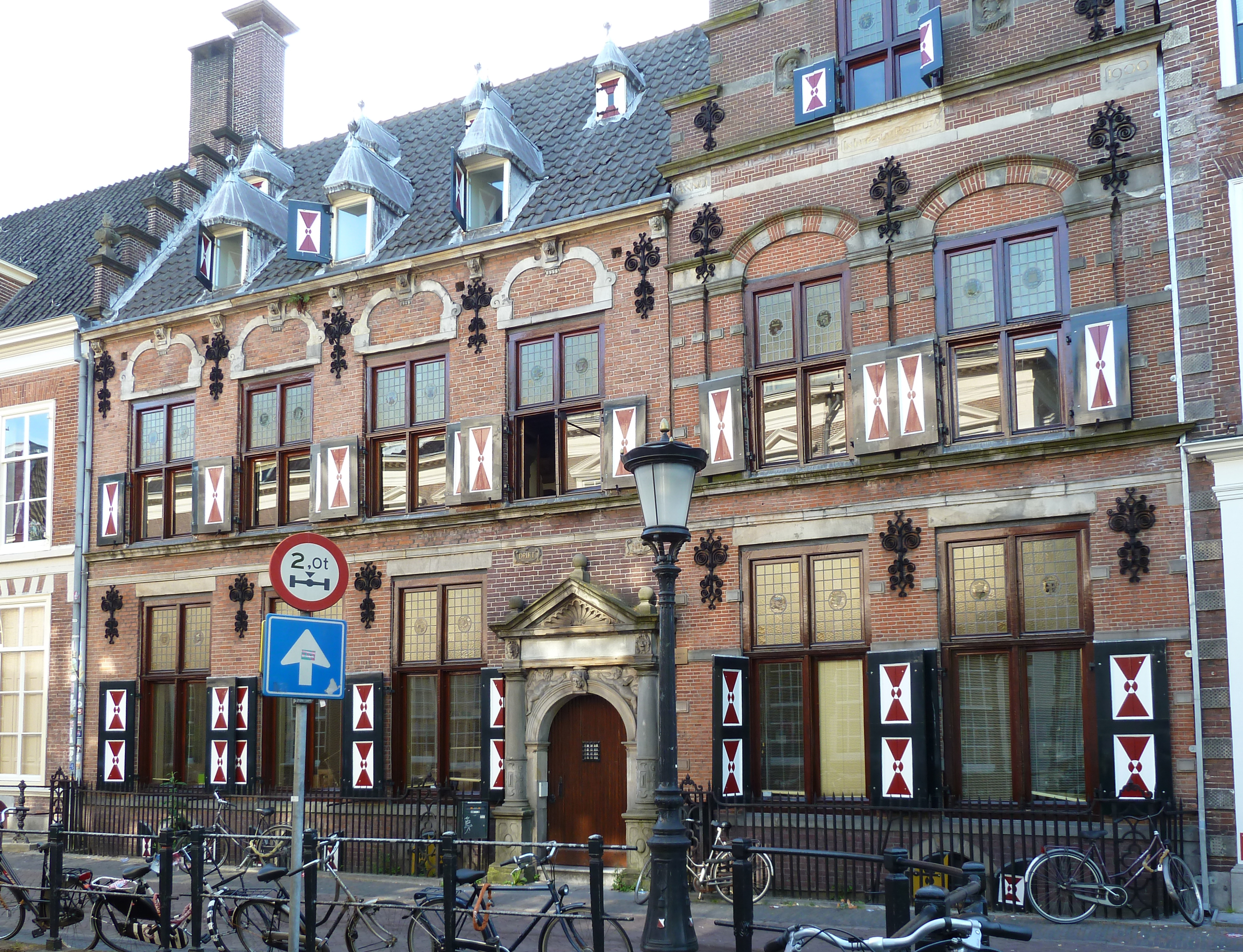
Huis dat Leedenberch in 1591 liet bouwen aan de Drift in Utrecht
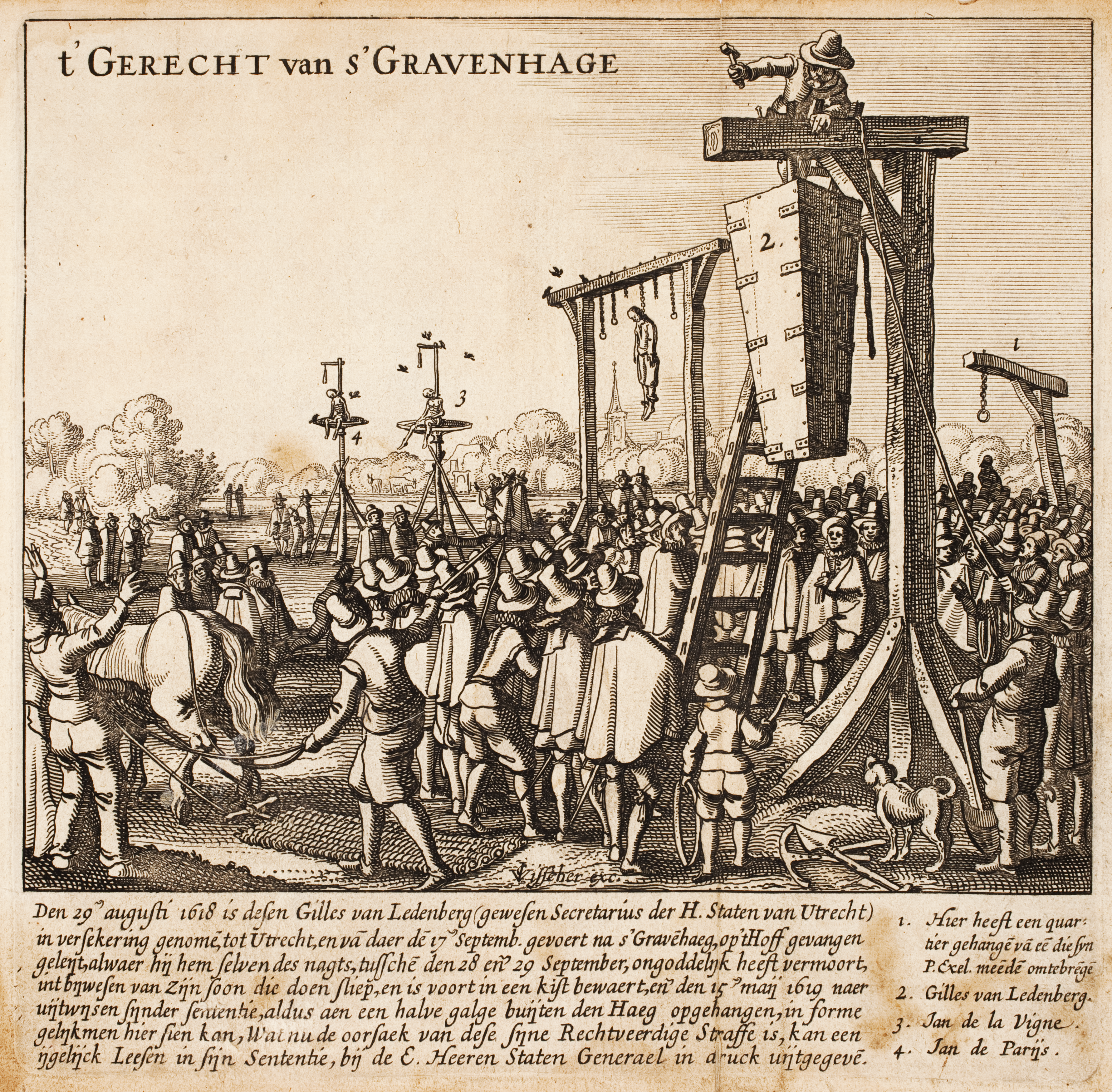
De postume ophanging van Gilles van Leedenberch